# Anthony Caci
Anthony Caci, né le 1er juillet 1997 à Forbach, est un footballeur français qui évolue au poste de défenseur central au FSV Mayence.

## Biographie

### En club
En 2011, il rejoint le centre de formation du RC Strasbourg à l'age de 14 ans,. Il rejoint l'équipe réserve du club alsacien en 2015 et dispute son premier match contre le FCSR Haguenau le 17 octobre 2015 pour le compte de la 6e journée de championnat de CFA 2.
Il dispute ses premières minutes avec les professionnels le 23 aout 2016 en coupe de la ligue contre l'AJ Auxerre en tant que titulaire.
Il joue son premier match de Ligue 2 contre Auxerre également en entrant en jeu à la 87e minute de la 12e journée de championnat. A la fin de la saison, il ne totalise que ces trois minutes de jeu qui lui permettent de devenir champion de France de Ligue 2 2016-2017.
La saison suivante il ne prend part à aucun match de championnat de Ligue 1 2017-2018. Cependant, en mars 2018, il prolonge son contrat jusqu'en 2020. 

#### 2018-2019
Il commence la saison 2018-2019 en tant que titulaire lors de la première journée de championnat contre les Girondins de Bordeaux. Il délivre sa première passe décisive lors du match suivant contre l'AS Saint-Étienne à Anthony Gonçalves. 
Dès le début de la saison, il joue au poste de défenseur central dans la défense à trois instaurée par son entraîneur Thierry Laurey et a ensuite été titularisé à plusieurs reprises au poste de latéral gauche où ses performances lui ont notamment permis d'avoir été élu homme du match pour la première fois par les supporters du RC Strasbourg lors de l'accueil du SM Caen.  
Il dispute l'intégralité des 5 rencontres de Coupe de la Ligue que son club remporte contre l'En Avant Guingamp le 30 mars 2019 au stade Pierre-Mauroy de Lille.

#### 2019-2020
La saison 2019-2020 commence par une blessure au genou droit. Il dispute son premier match de la saison contre l'Olympique de Marseille, en tant que titulaire et remplacé à l'heure de jeu. Il ne peut cependant empêcher la défaite de son équipe 2-0.   
Le 23 novembre 2019 à l'occasion de la 14e journée de championnat disputée contre Amiens, il inscrit son premier but en professionnel en ouvrant le score. Il délivre également une passe décisive pour Nuno Da Costa pour le dernier but de la rencontre remportée 4-0.   
Le 21 décembre contre Saint-Étienne, il délivre deux passes décisives pour Ludovic Ajorque et Adrien Thomasson et permet à son équipe de remporter le match 2-1.  
Le 4 janvier 2020, il entre en jeu contre le Stade Portelois en Coupe de France avant de se blesser six minutes plus tard. C'est son dernier match de la saison avec l'arrêt du championnat à cause du Covid-19. Il termine la saison avec huit matchs de ligue 1 disputés pour quatre passes décisives et un but.

### En sélection nationale
En mai 2019, il est sélectionné en équipe de France espoirs par Sylvain Ripoll. Il dispute son premier match en jouant la deuxième mi-temps du match amical contre l'équipe de Belgique espoir le 3 juin 2019 à la MMArena du Mans. Il connait sa deuxième sélection la semaine suivante contre l'Autriche.
Le 2 juillet 2021, il est retenu dans la liste des vingt-et-un joueurs français sélectionnés par Sylvain Ripoll pour disputer les Jeux olympiques d'été de 2020 qui se déroulent à l'été 2021 au Japon. Le 16 juillet, il fait ses débuts en tant que titulaire avec la sélection olympique contre la Corée du Sud en match préparatoire aux JO de Tokyo (victoire 2-1). Il dispute les trois rencontres jouées par l'équipe de France au Japon pour les Jeux olympiques.

## Statistiques
| Saison                | Club                  | Championnat           | Championnat | Championnat | Coupe(s) nationale(s) | Coupe(s) nationale(s) | Total | Total |
| Saison                | Club                  | Division              | M.          | B.          | M.                    | B.                    | M.    | B.    |
| 2015-2016             | RC Strasbourg B       | CFA 2                 | 9           | 2           | -                     | -                     | 9     | 2     |
| 2016-2017             | RC Strasbourg B       | CFA 2                 | 22          | 2           | -                     | -                     | 22    | 2     |
| 2017-2018             | RC Strasbourg B       | National 3            | 21          | 4           | -                     | -                     | 21    | 4     |
| Total sur la carrière | Total sur la carrière | Total sur la carrière | 52          | 8           | -                     | -                     | 52    | 8     |

| Saison                | Club                  | Championnat           | Championnat | Championnat | Coupe nationale | Coupe nationale | Coupe de la Ligue | Coupe de la Ligue | Total | Total |
| Saison                | Club                  | Division              | M.          | B.          | M.              | B.              | M.                | B.                | M.    | B.    |
| 2016-2017             | RC Strasbourg         | Ligue 2               | 1           | 0           | 1               | 0               | 1                 | 0                 | 3     | 0     |
| 2017-2018             | RC Strasbourg         | Ligue 1               | -           | -           | -               | -               | -                 | -                 | 0     | 0     |
| 2018-2019             | RC Strasbourg         | Ligue 1               | 29          | 0           | -               | -               | 5                 | 0                 | 34    | 0     |
| 2019-2020             | RC Strasbourg         | Ligue 1               | 8           | 1           | 1               | 0               | 1                 | 0                 | 10    | 1     |
| 2020-2021             | RC Strasbourg         | Ligue 1               | 33          | 0           | -               | -               | -                 | -                 | 33    | 0     |
| 2021-2022             | RC Strasbourg         | Ligue 1               | 18          | 1           | 1               | 0               | -                 | -                 | 19    | 1     |
| Sous-total            | Sous-total            | Sous-total            | 89          | 2           | 3               | 0               | 7                 | 0                 | 99    | 2     |
| 2022-2023             | FSV Mayence 05        | Bundesliga            | 30          | 3           | 2               | 0               | -                 | -                 | 32    | 3     |
| 2023-2024             | FSV Mayence 05        | Bundesliga            | 18          | 2           | 2               | 0               | -                 | -                 | 20    | 2     |
| Sous-total            | Sous-total            | Sous-total            | 48          | 5           | 4               | 0               | -                 | -                 | 52    | 5     |
| Total sur la carrière | Total sur la carrière | Total sur la carrière | 137         | 6           | 7               | 0               | 7                 | 0                 | 151   | 6     |

## Palmarès
RC Strasbourg
- Champion de France de Ligue 2 en 2017.
- Vainqueur de la Coupe de la Ligue en 2019.